# مقام أبي زمعة البلوي

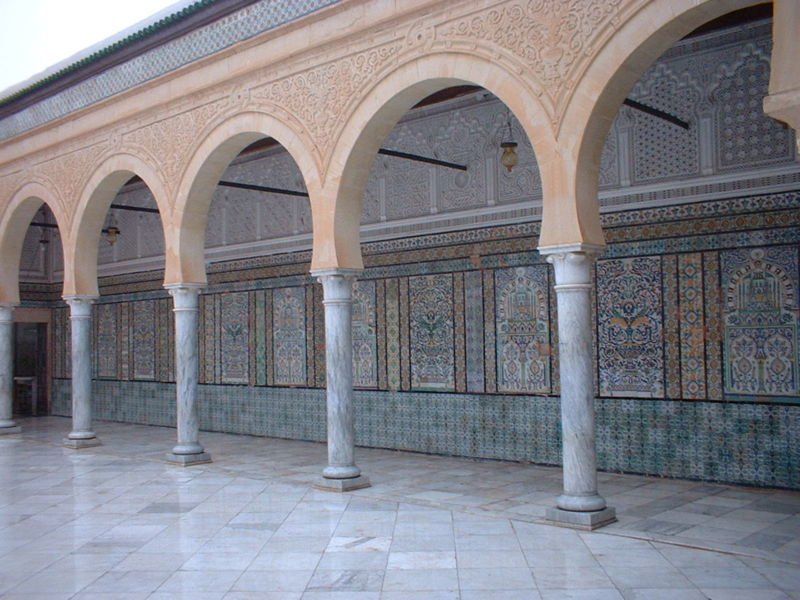
أحد أروقة صحن الضريح

ضريح سيدي الصحبي أو زاوية سيدي الصحبي أو مقام أبي زمعة البلوي أقيم تخليدا لذكرى الصّحابي الجليل أبي زمعة البلوي ويسميه أهل القيروان السيّد. يرجع تاريخ بناء المقام إلى عهد حمودة باشا المرادي سنة 1072 هـ/1663م وتولّى محمد بن مراد إعادة بناء الضريح.
والمقام عبارة على مركب معماري يتألف من عدة عناصر هي:

## المركب المعماري
- المخزن:

وهو المستودع يوجد على يسار المدخل الرئيسي وقد كانت تخزن فيه المواد والمنتوجات المتأتّية من الأحباس والهبات.
- العلي:

والكلمة تعني الطابق العلــوي باللهجة التونسية، وكان مخصّصا للباشا ويوجد فوق المخزن وكان يستعمل أيضا للمسؤول عن المجابي ثمّ في فترة لاحقة كمأوى للضّيوف الكبار الوافدين على الزّاوية كما كانت جمعية الأوقاف تقوم بتأجير الشقتين اللتين كانتا تؤلفانه للعائلات التي كانت تأتي لزيارة المقام.
- المدرسة:

وتتكون من حجرات الطلبة والمصلى والميضة كما تعلو هذا الجزء المئدنة، ويعود بناءه إلى ما بين سنة 1685 و1690 بأمر من محمد بن مراد.
- الزاوية:

وهي الجزء الأكثر جمالا وتقع فيها غرفة الضريح. تطل الغرفة على صحن فسيح تحيط به الأروقة المسقوفة من الجوانب الأربعة. نجد في هذا الجزء من المعلم أهم تجديدات في العمارة القيروانية والتي زامنت قدوم العديد من الأندلسين إلى البلاد التونسية فاستعملت مربعات الزليج المزركشة لكسو الجدران في مازين أعلاها بنقوش الجصية المعروفة بنقش حديدة.

### وصلات خارجية
- ضريح سيدي الصحبي على موقع قنطرة.